# Julie Richards
Julie Richards (n. 26 septembrie 1970, Newnan⁠(d), Georgia, SUA) este o călăreață ce a reprezentat Statele Unite ale Americii, medaliată olimpică. A participat la 2 ediții ale Jocurilor Olimpice (2000, 2004) în care a câștigat o medalie de bronz.

## Legături externe
- Julie Richards la Olympedia (în engleză)